# (15327) 1993 RA3
1993 أر أي 3 (ويعرف أيضًا باسم (15327) 1993 أر أي 3 وفق تسمية الكوكب الصغير) (بالإنجليزية: 1993 RA3)‏ هو كويكب ضمن حزام الكويكبات؛ وترتيبه 15327 من حيث الاكتشاف.
اكتُشف هذا الجُرم الفلكي بواسطة اليانور إف. هيلين في 14 سبتمبر 1993.

## وصلات خارجية
- (15327) 1993 RA3 في قاعدة بيانات مختبر الدفع النفاث لأجرام النظام الشمسي الصغيرة

- الاكتشاف · مخطط المدار ·  العناصر المدارية · المعلمات المادية

- (15327) 1993 RA3 على موقع ويكي سكاي: DSS2, SDSS, GALEX, IRAS, Hydrogen α, X-Ray, Astrophoto, Sky Map, Articles and images